# Richey (Montana)
Pour les articles homonymes, voir Richey.
Richey est une municipalité américaine située dans le comté de Dawson au Montana. Selon le recensement de 2010, sa population est de 177 habitants. La municipalité s'étend alors sur une superficie de 0,24 mille carré (0,62 km2).
Lors de l'arrivée du Great Northern Railway en 1916, les habitants d'une localité voisine viennent s'implanter à l'endroit dessiné par la société de chemin de fer. Celle-ci nomme la nouvelle localité en l'honneur du receveur des postes de l'époque, Clyde Richey.